# Statue de la Sirène de Varsovie
La statue de la Sirène de Varsovie (en polonais Pomnik Syreny w Warszawie) est un monument situé sur la place de la Vieille-Ville, dans l'arrondissement de Śródmieście (Centre-ville) à Varsovie. La Sirène est un des symboles de la ville de Varsovie.

## Sources
- (pl) Cet article est partiellement ou en totalité issu de l’article de Wikipédia en polonais intitulé « Pomnik Syreny w Warszawie (Stare Miasto) » (voir la liste des auteurs).